# Эмерсон, Мартин
Мартин «Эм Джей» Эмерсон—младший (англ. Martin «MJ» Emerson Jr.; 27 сентября 2000, Пенсакола, Флорида) — профессиональный американский футболист, корнербек клуба НФЛ «Кливленд Браунс». На студенческом уровне выступал за команду университета штата Миссисипи. На драфте НФЛ 2022 года был выбран в третьем раунде.

## Биография
Мартин Эмерсон родился 27 сентября 2000 года в Пенсаколе. Младший из двух сыновей в семье Мартина Эмерсона—старшего и его супруги Тары. Учился в старшей школе Пайн Форест, играл в составе её футбольной команды. За последние два сезона карьеры сделал 149 захватов, перехват и форсированный фамбл. После выпуска скаутинговыми системами Rivals, 247Sports и ESPN оценивался на три звезды из пяти возможных.

### Любительская карьера
В 2019 году Эмерсон поступил в университет штата Миссисипи. В дебютном сезоне он принял участие в тринадцати матчах команды, пять из них начал в стартовом составе. Во втором матче в карьере он сделал первый перехват на уровне NCAA. В 2020 году Эмерсон выходил в стартовом составе во всех одиннадцати играх сезона. По итогам года издание Pro Football Focus поставило его на третье место в конференции SEC и седьмое место в поддивизионе FBS среди корнербеков по эффективности игры в прикрытии.
В 2020 году Эмерсон принял участие в двенадцати матчах, став самым эффективным по игре против паса корнербеком конференции. В шести играх он не позволял соперникам сделать больше одного приёма мяча. Кроме этого, в играх турнира Эмерсон сделал 50 захватов, три из которых с потерей ярдов, и сбил три передачи. По итогам сезона Pro Football Focus включили его в третью сборную звёзд SEC.

#### Статистика выступлений в NCAA
| Сезон | Команда                  | Игры | Захваты | Захваты | Захваты | Захваты | Захваты | Перехваты | Перехваты | Перехваты | Перехваты | Перехваты | Фамблы | Фамблы | Фамблы | Фамблы |
| Сезон | Команда                  | Игры | Solo    | Ast     | Tot     | Loss    | Sk      | Int       | Yds       | Y/R       | TD        | PD        | FR     | Yds    | TD     | FF     |
| ----- | ------------------------ | ---- | ------- | ------- | ------- | ------- | ------- | --------- | --------- | --------- | --------- | --------- | ------ | ------ | ------ | ------ |
| 2019  | Миссисипи Стейт Буллдогз | 13   | 17      | 14      | 31      | 1,5     | 0,0     | 1         | 45        | 45,0      | 0         | 1         | 0      | 0      | 0      | 1      |
| 2020  | Миссисипи Стейт Буллдогз | 11   | 44      | 28      | 72      | 1,5     | 0,0     | 0         | 0         | 0,0       | 0         | 11        | 0      | 0      | 0      | 0      |
| 2021  | Миссисипи Стейт Буллдогз | 12   | 31      | 18      | 49      | 3,0     | 0,0     | 0         | 0         | 0,0       | 0         | 3         | 0      | 0      | 0      | 0      |
| Всего | Всего                    | 36   | 92      | 60      | 152     | 6,0     | 0,0     | 1         | 45        | 45,0      | 0         | 15        | 0      | 0      | 0      | 1      |

### Профессиональная карьера
Перед драфтом НФЛ 2022 года аналитик издания Bleacher Report Кори Гиддингс к сильным сторонам Эмерсона относил его антропометрические данные и длину рук, способность быстро читать игру, маневренность, навыки игры по мячу и дистанционную скорость. Минусами он называл проблемы при выходе из блоков, технические ошибки при захватах, недостаточную резкость при игре на коротких дистанциях. В рейтинге издания Эмерсон занимал седьмое место среди корнербеков, ему прогнозировали выбор во втором раунде.
На драфте Эмерсон был выбран «Кливлендом» в третьем раунде под общим 68-м номером. В мае он подписал с клубом четырёхлетний контракт. Перед стартом регулярного чемпионата главный тренер команды Кевин Стефански назвал его третьим корнербеком «Браунс».

#### Статистика выступлений в НФЛ

##### Регулярный чемпионат
| Сезон | Команда         | Игры | Захваты | Захваты | Захваты | Захваты | Захваты | Перехваты | Перехваты | Перехваты | Перехваты | Перехваты | Фамблы | Фамблы | Фамблы | Фамблы |
| Сезон | Команда         | Игры | Solo    | Ast     | Tot     | Loss    | Sk      | Int       | Yds       | Y/R       | TD        | PD        | FR     | Yds    | TD     | FF     |
| ----- | --------------- | ---- | ------- | ------- | ------- | ------- | ------- | --------- | --------- | --------- | --------- | --------- | ------ | ------ | ------ | ------ |
| 2022  | Кливленд Браунс | 3    | 12      | 1       | 13      | 0       | 0,0     | 0         | 0         | 0,0       | 0         | 1         | 0      | 0      | 0      | 0      |
| Всего | Всего           | 3    | 12      | 1       | 13      | 0       | 0,0     | 0         | 0         | 0,0       | 0         | 1         | 0      | 0      | 0      | 0      |

- На 25 сентября 2022 года